# ماثيو ماكلين
ماثيو ماكلين (بالإنجليزية: Matthew Macklin)‏ مواليد 14 مايو 1982 في برمنغهام، هو ملاكم بريطاني يصنف ضمن فئة الوزن المتوسط بدأ مسيرته الاحترافية سنة 2001.

## المسيرة الاحترافية
من نزالاته:
- خسر أمام غينادي جولوفكين بالضربة القاضية (29-06-2013).
- خسر أمام سرخيو مارتينيز (17-03-2012).
- خسر أمام فيليكس ستورم (02-07-2011).
- انتصر على يوري بوي كامباس (22-03-2008).

## إحصائيات
خاض خلال مسيرته 41 نزالا، فاز في 35 وخسر في 6. فاز بالضربة القاضية في 22 نزالا.

## روابط خارجية
- ماثيو ماكلين على موقع بوكس ريك (الإنجليزية) (registration required)